# トゥルニシチェ
トゥルニシチェ（Turnišče, ハンガリー語：Bántornya）は、スロベニアの市である。